# Строги природни резерват Јасенова глава
Један део шумског комплекса планине јужни Кучај заштићен је законом као Специјални резерват природе под називом Мала јасенова глава, као подручје друге категорије, односно од великог националног значаја.
Припада општини Бољевац и захвата површину од 6,3 хектара.
Мала јасенова глава представља природно добро од великог значаја, као очувана ретка реликтна шумска заједница.
Основну вредност резервата представља Тиса (Taxus baccata), која заједно са буквом (Fagus moesiaca) чини градитељску врсту ове реликтне мешовите заједнице. Тиса, као терцијари реликт и стара средњоевропска-кавкаска врста у Србији се јавља спорадично, као ретки пратилац неколико шумских заједница у којима је потиснута од стране других дрвенастих и жбунастих врста на овом подручју представља једну од основних природних вредности.
Додатну вредност резервата чини присуство ендемореликтног планинског јавора, који се попут тисе јавља спорадично, не само у овом резервату, него и на подручју Србије.
Резерват је установљен уредбом Завода за заштиту природе Србије 2014. године и значајан за научно-истраживачке и образовне сврхе, а њиме управља ЈП „Србијашуме”.